# توماس ديكر (كاتب)
توماس ديكر (بالإنجليزية: Thomas Dekker) (و. 1572 – 1632 م) هو كاتب مسرحي، وشاعر، وكاتب من مملكة إنجلترا، ولد في لندن، توفي في لندن، عن عمر يناهز 60 عاماً.

## روابط خارجية
- توماس ديكر على موقع الموسوعة البريطانية (الإنجليزية)
- توماس ديكر على موقع ميوزك برينز (الإنجليزية)
- توماس ديكر على موقع قاعدة بيانات برودواي على الإنترنت (الإنجليزية)
- توماس ديكر على موقع إن إن دي بي (الإنجليزية)